# Gorgon (jeu vidéo)
Gorgon est un jeu vidéo de type shoot 'em up développé par Nasir Gebelli et publié par Sirius Software en juin 1981 sur Apple II. Son système de jeu est similaire à celui du jeu Defender sorti sur borne d'arcade en 1981. Le jeu se déroule dans un univers de science-fiction dans lequel la Terre a été prise dans une distorsion temporelle et est envahie par d’étranges créatures volantes, les Gorgons, qui tentent de capturer des humains. Le joueur contrôle un avion de chasse et a pour objectif de protéger les humains contre cette invasion. Avec son canon laser, il peut pour cela détruire ses ennemis avant qu’ils ne parviennent à enlever un humain. Si un Gorgon réussit à capturer sa cible, le joueur peut toujours le détruire, mais il doit alors rattraper le captif puis le redéposer au sol,. Le joueur doit également se protéger contre les Gorgons qui peuvent attaquer son vaisseau ou projeter des projectiles dans sa direction. Il doit aussi régulièrement faire le plein de carburant, ce qui nécessite d’éviter des obstacles. Après sa sortie en juin 1981, Gorgon reste dans le peloton de tête des ventes de jeux sur micro-ordinateur pendant plus d’un an et, avec plus de 23 000 copies vendues, il s’impose comme un des plus gros succès de l’époque,.